# Klearchos van Soloi
Klearchos van Soloi (Oudgrieks: Κλέαρχος, Kléarkhos) is een peripatetisch filosoof uit de 4e eeuw v.Chr. afkomstig van Soloi op Cyprus. Hij was de auteur van Erotica en Peri hypnou (Over de slaap) waarvan alleen nog fragmenten bestaan, maar de authenticiteit wordt soms betwist.
In Over de slaap ontwikkelde Klearchos een theorie over de onsterfelijkheid van de ziel. In één fragment vertelt Aristoteles over een ontmoeting met 'een Joedajos uit Koilè-Syrië. Die Joedajoi stammen af van Indische filosofen (…). In Syrië noemt men hen Joedajoi, naar het gebied dat ze bewonen, Joedaja”. Dit fragment wordt uitvoerig behandeld in het boek van Théodore Reinach (zie literatuur).
Volgens een inscriptie van de Griekse kolonie Aï Khanoum (in het huidige Afghanistan, aan de Amu Darja) heeft Klearchos een spreuk van Delphi geschonken, die wordt toegeschreven aan de Zeven wijzen.
Athenaeus van Naucratis voerde hem als gast op in zijn Deipnosophistae.
- Bibsys: 95000601
- Bibliothèque nationale de France: cb125260992 (data)
- Catàleg d'autoritats de noms i títols de Catalunya: 981058620274506706
- Gemeinsame Normdatei: 102385033
- International Standard Name Identifier: 0000 0000 5873 1042
- Library of Congress Control Number: n2011039033
- Nationale Bibliotheek van Israël: 987007570827205171
- Nederlandse Thesaurus van Auteursnamen: 069889252
- Réseau des bibliothèques de Suisse occidentale: 02-A000036916
- Istituto Centrale per il Catalogo Unico: CFIV237338
- Système universitaire de documentation: 034511857
- Virtual International Authority File: 79116616
- WorldCat: E39PBJxCvBrkpgWQQpRWhPrDv3